# Berberi

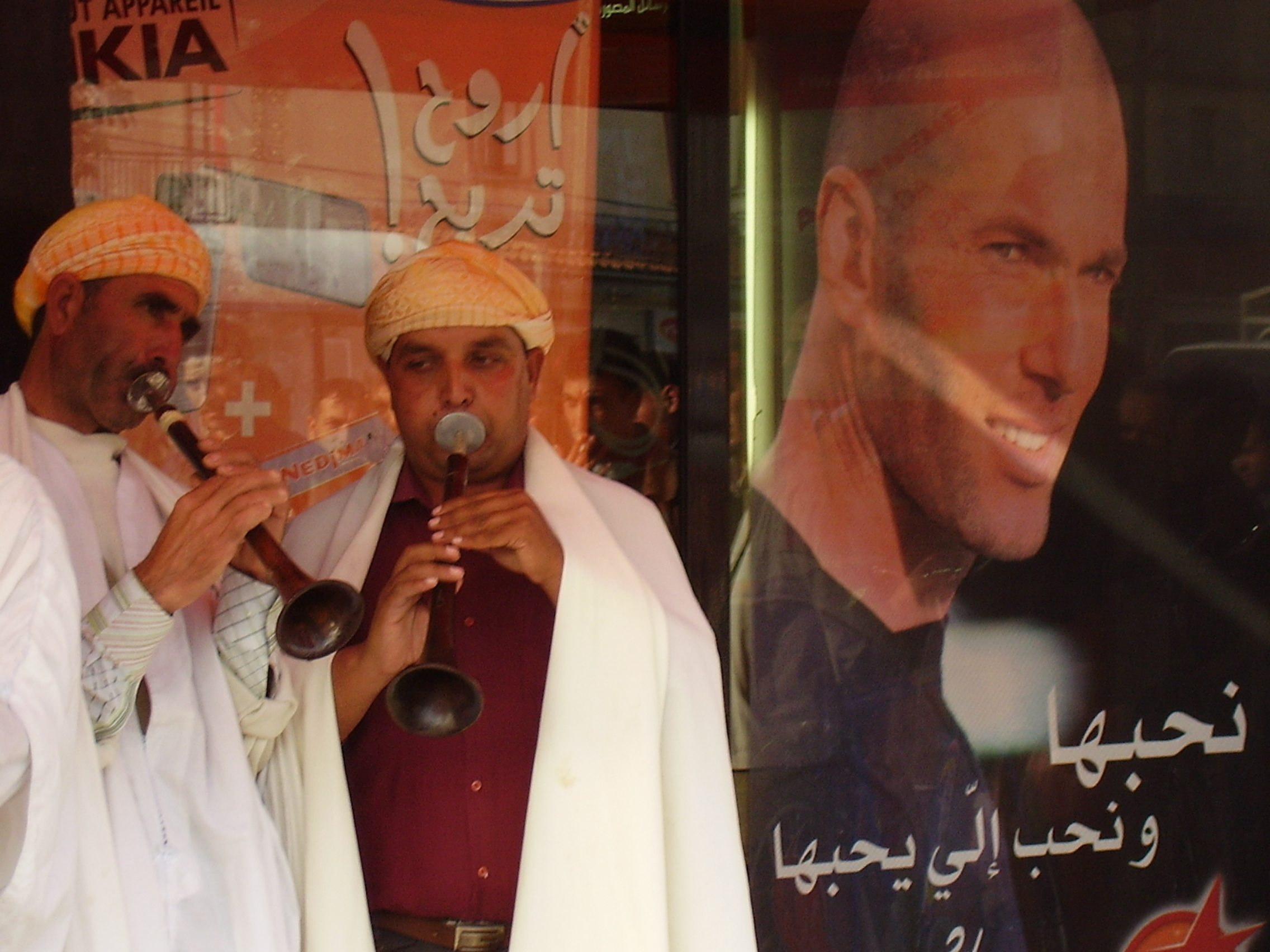
Due suonatori tradizionali (idebbalen) e il calciatore Zinédine Zidane

I berberi (in berbero ⵉⵎⴰⵣⵉⵖⵏ, Imaziɣen) costituiscono un gruppo etnico autoctono dell'odierno Maghreb. I berberi comprendono quelle popolazioni tradizionalmente di lingua berbera che non sono state arabizzate e rappresentano una vasta minoranza delle popolazioni di Marocco e Algeria. Minoranze berbere sono distribuite anche in Libia, Tunisia, nell'oasi di Siwa in Egitto e in Mauritania. Sottogruppo berbero sono i tuareg, distribuiti in Algeria, Libia, Mali, Niger e Burkina Faso. Berberi erano anche i guanci delle isole Canarie.
Citati già in alcune iscrizioni egizie, varie popolazioni berbere durante il periodo antico, quali i Mauri, i Massili, i Massesili, i Musulami, i Getuli e i Garamanti, dettero vita a vari regni, i principali dei quali furono la Mauretania e la Numidia. Durante il Medioevo nacquero vari regni romano-berberi. La conquista omayyade del Maghreb nel VII secolo avviò un ampio processo di islamizzazione e parziale arabizzazione delle popolazioni berbere. Varie dinastie berbere, tra i quali i Banu Barghawata, gli Ziridi, gli Hammamidi, gli Almoravidi, gli Almohadi, i Merinidi, i Wattasidi, i Zayyanidi e i Hafsidi, costruirono propri regni in Maghreb e in al-Andalus.
L'identità berbera moderna emerse in occasione della conquista araba e venne riscoperta dai francesi nel XIX secolo e dal berberismo nel XX. Vaste comunità di berberi si stabilirono a partire dal XX secolo in Francia, Spagna, Paesi Bassi, Belgio, Italia, Germania, Stati Uniti d'America, Canada e Israele.

## Etimologia
Il nome "berbero" è un calco del vocabolo francese berbère, a sua volta derivato dal termine greco-romano "barbaro", volto a designare chi non parlava il latino o il greco. Sallustio nel suo Bellum Iugurthinum definì la lingua dei Libi barbara lingua (cap. 18). L'endonimo usato da molti berberi è amazigh, che significa "uomini liberi".

## Storia

### Origini e antichità

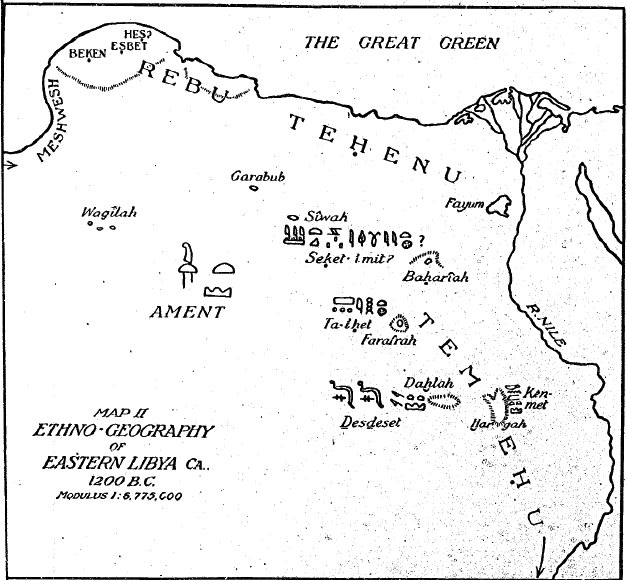
Popolazioni berbere citate da fonti egizie

I fossili umani paleolitici affini ai berberi propriamente detti, databili intorno al 20 000 a.C., sono noti in paleo-antropologia con il nome di uomo di Mechta-Afalou, una variante del paleo-europoide del tipo di Cro-Magnon.
Nell'antichità i berberi erano noti sotto varie denominazioni: gli antichi Egizi conoscevano i ṯḥnw (menzionati dal "re Scorpione" dell'età predinastica, intorno al 3000 a.C.), i ṯmḥw, i Rbw e i mšwš (questi ultimi due probabilmente da leggere rispettivamente Libu, ovvero i "Libi", e Mashuash). I capi dei "mashuash" intorno al 1000 a.C. divennero addirittura faraoni. Nello spirito di riscoperta delle proprie tradizioni che anima da alcuni decenni diversi intellettuali berberi, molti di loro fanno iniziare il loro calendario dal 950 a.C., approssimativa data di ascesa al trono di Sheshonq I, iniziatore della XXII dinastia egizia, anche se probabilmente era già libica anche la dinastia precedente.
In epoca successiva, molti nomi di popoli e tribù berbere ci giungono da storici greci e latini, a partire da Erodoto.

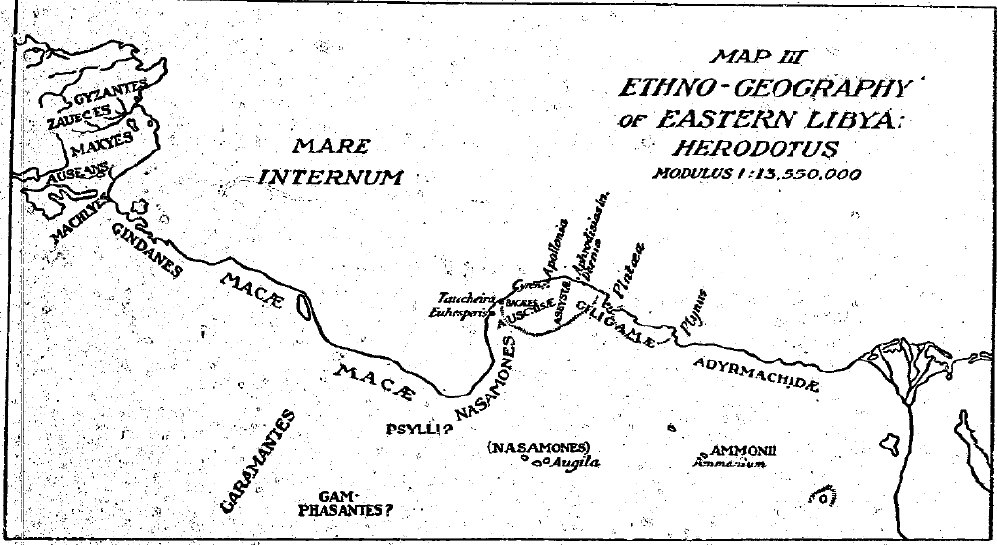
Popolazioni berbere citate da Erodoto

In particolare si ricordano i Libi nelle regioni occidentali dell'attuale Libia, i Numidi nell'attuale Algeria, i Mauri nell'attuale Marocco, mentre nelle zone interne vi erano soprattutto i Garamanti e i Getuli.
A partire dal I millennio a.C. il Nordafrica conobbe la colonizzazione di vari popoli. Da principio Fenici e Greci (Cartagine è fondata intorno all'814 a.C., Oea-Tripoli nel VII secolo a.C., Cirene intorno al 630 a.C.). In seguito fu il turno dei Romani, che contesero ai Cartaginesi la supremazia sulla regione.
Intorno al III secolo a.C. si cominciano ad avere notizie precise su veri e propri Stati berberi, con propri re e una propria organizzazione: i regni di Numidia e di Mauretania. A quest'epoca risalgono alcune figure celebri come Massinissa, Giugurta, Giuba II, ecc.
Dopo diverse vicende, che li videro sempre meno autonomi, i regni berberi persero definitivamente la loro indipendenza nel 40 d.C., sotto Caligola.
Durante la dominazione romana molti berberi romanizzati emersero nelle arti, nella politica e nella religione, esprimendosi nella lingua scritta del tempo: il latino.
Vi furono così:
- scrittori (da Terenzio a Marziano Capella, con personaggi come Frontone, Apuleio, o Tertulliano);
- santi cristiani (dai martiri scillitani a San Cipriano, San Vittore, Sant'Agostino e Santa Monica, Zeno di Verona);
- papi (Vittore I, Melchiade, Gelasio I);
- imperatori (dal libico-punico Settimio Severo, fondatore di una dinastia, ai mauri Macrino ed Emiliano).

Dopo essere rimasto per lungo tempo sotto la dominazione romana il Nordafrica subì nel V secolo le invasioni dei Vandali di Genserico, che costituirono regni nord-africani, finché nel 534, una spedizione condotta da Belisario, inviata da Giustiniano lo riconquistò alla sovranità di Bisanzio. Tale conquista però durò poco più di un secolo, giacché nel VII secolo si affacciarono i nuovi conquistatori, gli Arabi.
A questo periodo appartiene anche la costruzione dei jedar, tredici monumentali mausolei berberi situati a sud di Tiaret, in Algeria. Il loro nome deriva dall'arabo جدار (jidār, muro), ed erano tombe pre-islamiche risalenti alla tarda antichità (forse IV-VIII secolo).

### Dalla conquista islamica al colonialismo

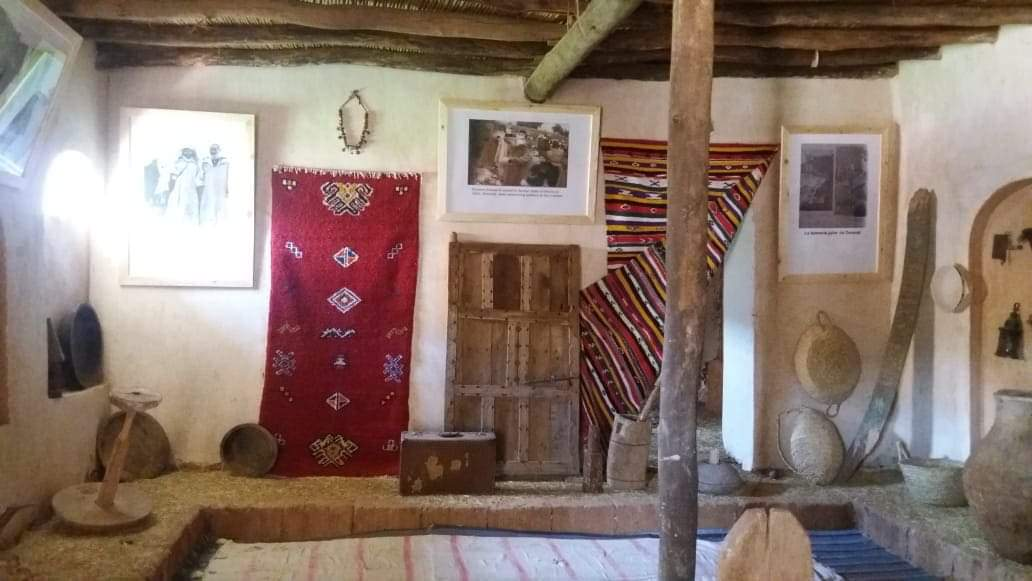
Una vecchia stanza berbera in Marocco

La conquista araba del Nordafrica si svolse in varie fasi. Da principio gli eserciti musulmani, dopo aver sottomesso l'Egitto, si portarono a ovest della Libia, raggiungendo la Tunisia meridionale e fondando la città-accampamento militare (misr) di Qayrawan. Da lì ʿUqba b. Nāfiʿ partì, intorno al 685, per la sua celebre "cavalcata" che lo portò fino alle sponde atlantiche del Marocco meridionale (la tradizione vuole che fosse entrato nell'oceano a cavallo, a significare che aveva conquistato all'Islam tutte le terre fino agli estremi confini occidentali). ʿUqba trovò un forte avversario in Kusayla, un capo berbero da lui catturato e pubblicamente umiliato, che riuscì a fuggire, organizzò la resistenza, lo sorprese a Tahuda, sulla via del ritorno, e lo uccise.
Dopo alterne vicende la resistenza berbera all'invasione araba fu sostenuta da Dihya, regina dei berberi della tribù Gerawa, più conosciuta con il soprannome attribuitole dagli arabi, Kahina (traducibile in strega); condusse anch'essa un'aspra campagna e tenne a lungo in scacco gli invasori. Prevedendo la propria sconfitta essa esortò i suoi figli ad allearsi con il futuro vincitore in modo da conservare comunque il potere. Poco dopo iniziò l'islamizzazione del Maghreb, e nel 711 le truppe islamiche che invasero la penisola iberica sotto la guida di Tāriq ibn Ziyād erano costituite in massima parte da maghrebini.

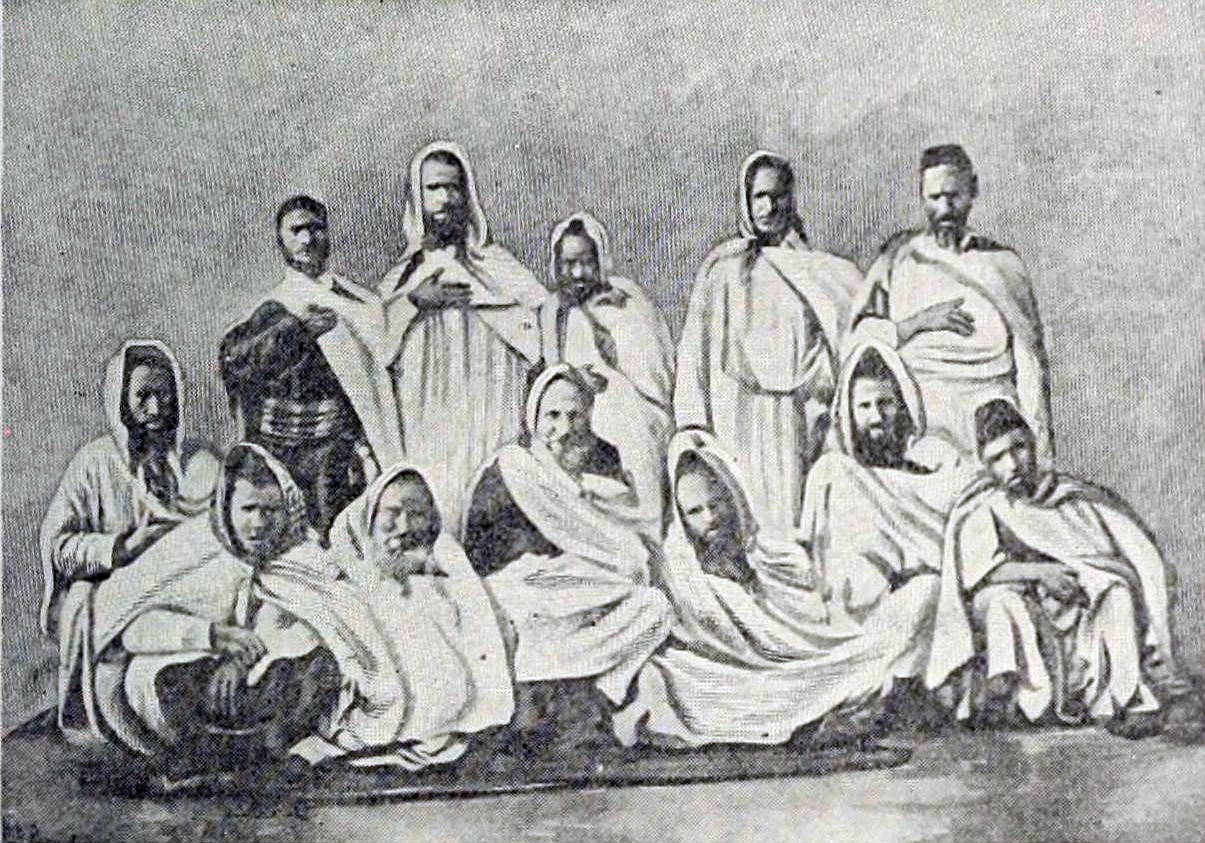
Ebrei berberi sul monte Atlante, Marocco, anno 1900

## Geografia
Per molto tempo (in pratica fino agli inizi del XIX secolo quando iniziò la colonizzazione europea) il Nordafrica è stato denominato dagli europei Barberìa, ossia il "Paese dei Berberi", cosicché gli Stati del Nordafrica sono stati chiamati Stati barbareschi, è la lingua franca barbaresca la lingua di scambio in uso in quelle regioni. Nel mondo arabo-islamico invece era in uso soprattutto l'espressione Maghreb (ossia "Occidente").
Successivamente i berberi hanno creato, a partire dal loro nome, amazigh, l'espressione Tamazgha che si riferisce al complesso di tutti i Paesi dove è (o è stata) parlata la lingua tamazight. I Paesi che vengono considerati facenti parte di Tamazgha sono Marocco, Algeria, Libia, Tunisia, Egitto, Sahara Occidentale, Mauritania, Mali, Niger, Burkina Faso, nonché le isole Canarie, in cui la lingua non è più parlata.

## Lingua
La lingua berbera o tamaziɣt appartiene alla famiglia linguistica afroasiatica o camito-semitica. La sua estensione copre quasi tutta l'Africa del Nord, dall'Oceano Atlantico fino all'Egitto occidentale; sembra che una varietà di berbero fosse un tempo parlata anche dai guanci delle isole Canarie. L'Associazione di Cultura Tamazight, con sede a Las Palmas, si dedica alla ricerca e alla riscoperta di questa lingua.
La lingua berbera fu in passato duramente repressa dai Paesi del Nordafrica che si proclamavano arabi, che procedettero a sistematiche campagne di arabizzazione; in tali Paesi non esistono canali di telecomunicazione di lingua berbera. Una rete televisiva satellitare in berbero è stata, invece, realizzata in Francia (Berbèr TV). Recentemente sono nati due canali televisivi in lingua berbera in Marocco (Tamazight TV) e Algeria (Berbère Télévision).

### Scrittura
I Berberi possiedono una scrittura, la cosiddetta "scrittura libica" (di cui si conoscono due varianti: quella orientale e quella occidentale), attestata da numerose iscrizioni antiche, risalenti anche al I millennio a.C. Questa scrittura è preservata solo dai Tuareg (che la chiamano "tifinagh"), è stata modificata per poter trascrivere i suoni tipici dei dialetti berberi del Nord ("neo-tifinagh") ed è stata adottata dall'Istituto Reale della Cultura Amazigh (IRCAM) per la trascrizione ufficiale del berbero in Marocco.
La scrittura adottata nelle scuole della Cabilia (Algeria) a partire dal 1995 è in caratteri latini ed è stata standardizzata secondo le indicazioni di una serie di convegni e conferenze sulla pianificazione linguistica del berbero.

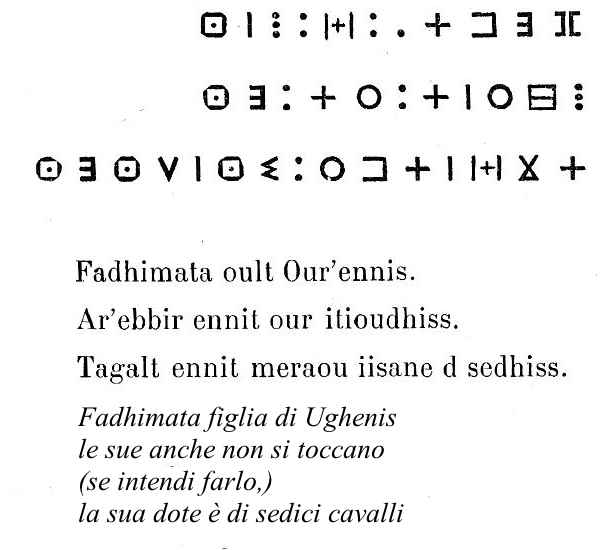
La frase mnemonica che conterrebbe l'intero alfabeto tifinagh

## Etnia

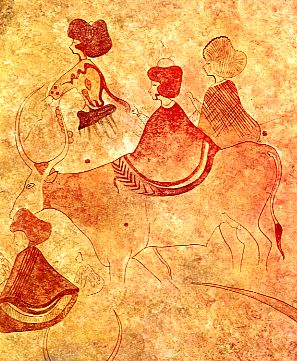
"Le signore del Tassili", una famosa pittura rupestre - Tassili n'Ajjer

I berberi rappresentano una popolazione europoide. Sembra che almeno fino all'età del bronzo (circa 1200 a.C.) tra le popolazioni berbere fosse piuttosto diffusa la depigmentazione, cioè l'albinismo e il biondismo come carattere genetico, documentata anche da pitture rupestri del Tassili e in iscrizioni egiziane. La depigmentazione sopravvive in forma residuale, in particolare tra i berberi dell'Atlante, in Marocco, ed è anche testimoniata dagli spagnoli per i Guanci delle Canarie.
In realtà, per quanto si risalga indietro nel tempo, i Berberi sembrano avere popolato il Nordafrica fin dal Neolitico. Questo popolo è entrato nella storia già cinquemila anni fa: popolazioni berbere sono infatti citate fin dal 3000 a.C. nei testi egiziani.
La gran parte della popolazione in Marocco e Algeria è di origine berbera e comunità significative berbere sono presenti in Tunisia e Libia. Minoranze berbere si trovano anche in Mauritania, nelle regioni più occidentali dell'Egitto settentrionale e in alcuni Stati dell'Africa occidentale, in particolar modo nel Niger e nel Mali (i Tuareg).
Molte associazioni culturali, in Nordafrica e nei Paesi di emigrazione, sono sorte per rappresentare le istanze dei Berberi e per difendere i loro interessi e i loro diritti negati. Dal 1997 esiste un'organizzazione sovranazionale indipendente, il Congresso Mondiale Amazigh, che mira a rappresentare con una voce unica a livello internazionale le associazioni culturali berbere di ogni parte del mondo.
Soltanto a seguito della primavera araba i politici hanno reso la lingua berbera lingua ufficiale in Marocco dal 2011 e in Algeria dal 2016.

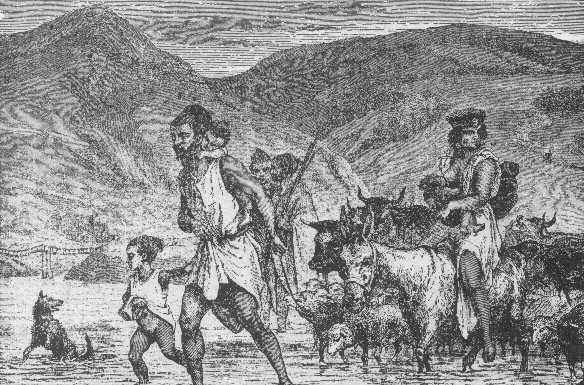
Famiglia berbera di umili condizioni economiche in una litografia dell'Ottocento

### Cultura materiale

#### Alimentazione
Per quanto riguarda l'alimentazione il piatto più caratteristico del Nordafrica è il cuscus, alimento costituito da semola di frumento o d'orzo cotta a vapore e guarnita in vari modi, perlopiù con carni in umido o verdure e qualche volta anche pesce in umido.
Un'altra consuetudine alimentare tipicamente nordafricana è quella di preparazioni a base di farina di orzo raccolto ancora verde e poi tostato (cui si uniscono ingredienti vari, tra cui fieno greco, lenticchie, cumino, ecc.). A seconda dei luoghi e delle lingue prevalenti, berbero (B) o arabo (A), queste preparazioni hanno il nome di tazemmiṭ (B), arkuku (B), swik (B), zummiṭa (A), tutte di un tipo che normalmente viene impastato solo con acqua e non dolcificato; aḍemmin (B), bsisa (A), ṭemmina (A), di un tipo che invece viene impastato anche con olio e spesso arricchito di elementi dolcificanti (datteri, miele...) arkul. Quest'ultimo cibo, gustoso e nutriente costituisce spesso l'elemento tipico dell'alimentazione durante il ramadan o per le partorienti che devono riprendere forze. Si tratta di un cibo assai antico (nel romanzo di Apuleio, Amore e Psiche, Psiche ammansisce Cerbero con due offae polentae «focacce fatte di farina di orzo tostato»). Questo cibo è anche una specialità delle isole Canarie, denominata gofio.

#### Bevande

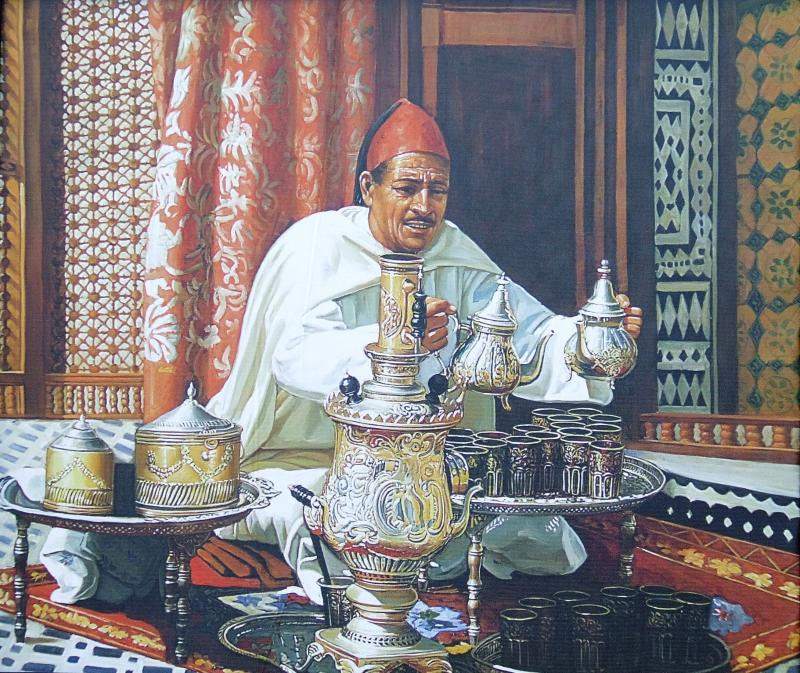
Rappresentazione del "rito del tè"

Il tè, soprattutto quello alla menta, è forse la bevanda più diffusa tra la gente berbera, soprattutto in Marocco e nel resto del Nordafrica.

#### Abbigliamento
Riguardo all'abbigliamento maschile l'elemento più caratteristico di tutto il Maghreb è il burnus, un ampio mantello di lana con cappuccio. Questo vale per i Paesi che si affacciano sul Mediterraneo o sull'Atlantico, mentre l'abbigliamento dei tuareg è leggermente diverso ed è caratterizzato da un velo (tagelmust) che copre la bocca e gran parte del volto, lasciando liberi solo gli occhi. Tra gli indumenti invernali maschili vi è anche la qashabiya.